# Peripsychoda nicholsoni
Peripsychoda nicholsoni är en tvåvingeart som först beskrevs av Satchell 1953.  Peripsychoda nicholsoni ingår i släktet Peripsychoda och familjen fjärilsmyggor. Inga underarter finns listade i Catalogue of Life.